# Декларация независимости Израиля

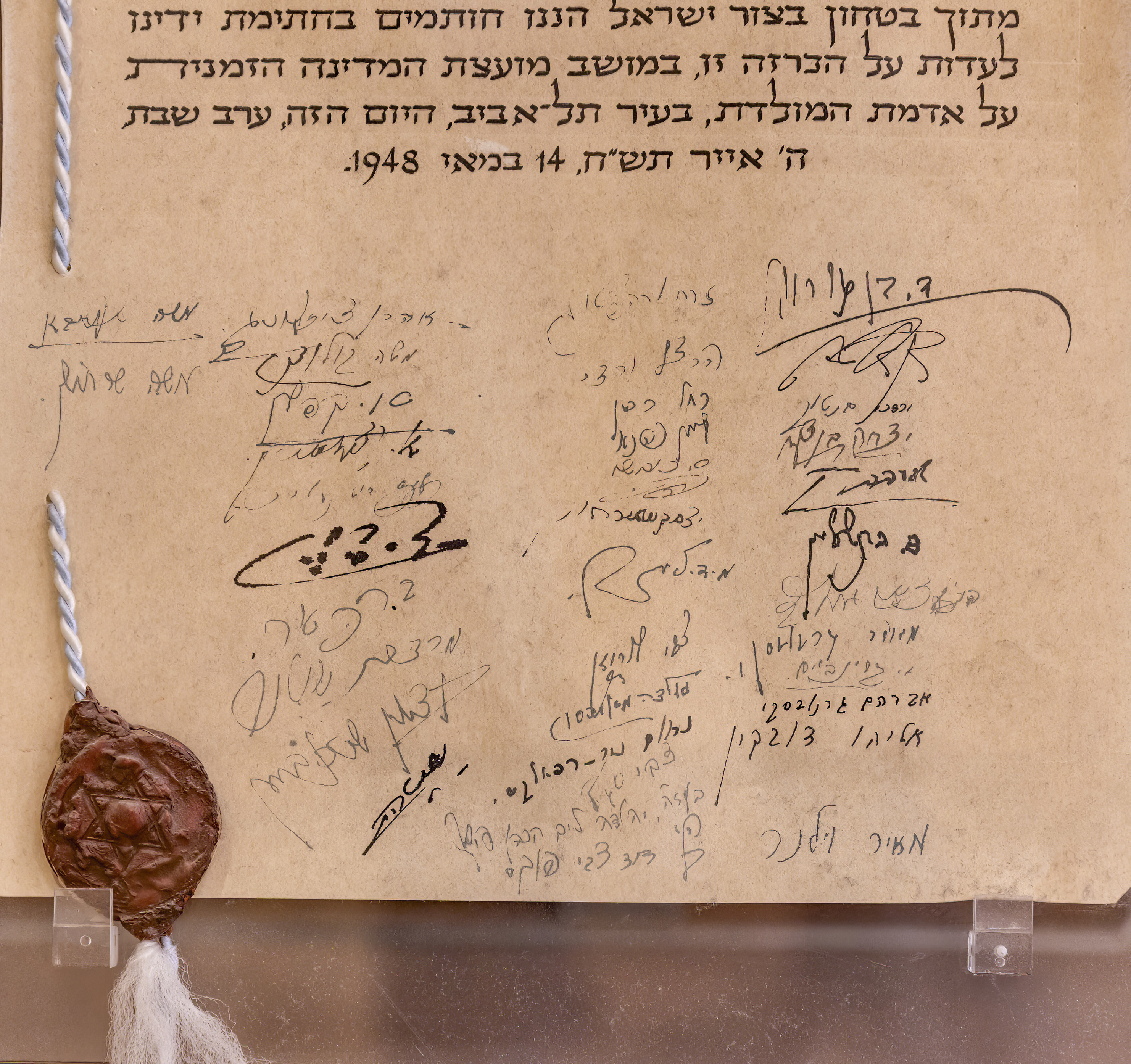
Подписи на Декларации Независимости. Копия в Кнессете Израиля

Декларация независимости Израиля (ивр. מְגִלַּת הָעַצְמָאוּת‎ [Мегила́т ха-ацмау́т] дословно — «Свиток независимости») — правовой документ, в котором провозглашается образование Государства Израиль и излагаются основные принципы его устройства.

## Предыстория

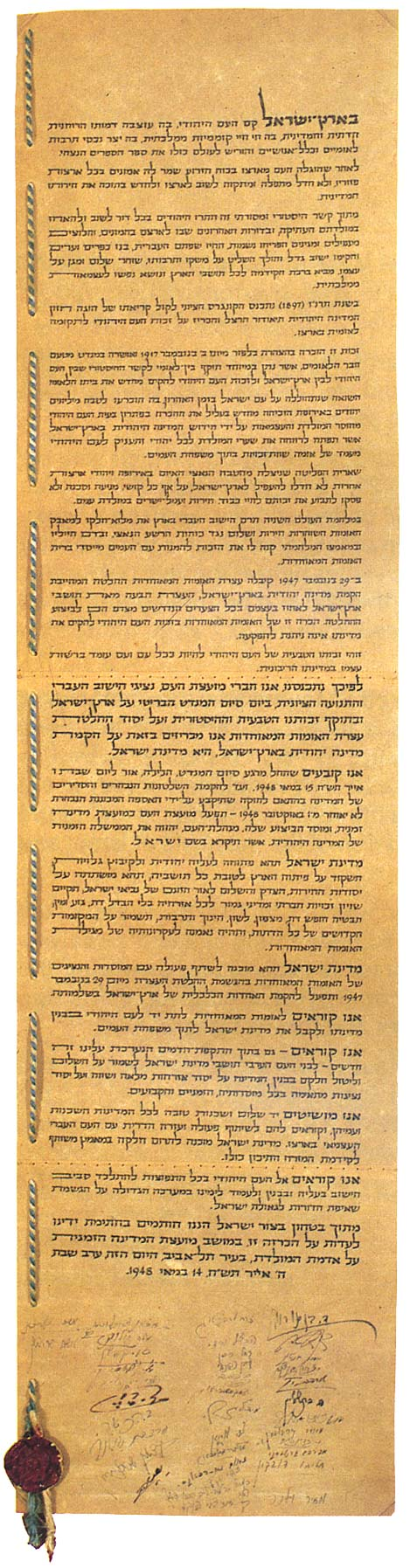
Оригинал Декларации независимости Израиля

В течение пяти месяцев, последовавших за резолюцией Генеральной Ассамблеи ООН от 29 ноября 1947 года о разделе подмандатной Палестины на два независимых государства (еврейское и арабское), шла интенсивная подготовка к провозглашению независимости еврейского государства. Британия отказалась участвовать в осуществлении плана раздела, и объявила о намерении вывести с подмандатных территорий свои вооружённые силы и гражданский персонал к середине мая 1948 года.
Американская дипломатия пыталась оказать давление на Еврейское агентство и ишув с целью добиться отсрочки провозглашения еврейского государства. США сомневались в способности ишува выстоять в борьбе с арабами, и также отказались от поддержки плана раздела Палестины, предложив вместо этого передать её под опеку ООН до достижения соглашения между евреями и арабами.
Несмотря на возражения правительств Западной Европы и давление государственного департамента США, и преодолевая разногласия в Народном правлении и внутри партии Мапай, Давид Бен-Гурион настаивал на провозглашении независимого еврейского государства накануне истечения срока британского мандата. 12 мая Народное правление шестью голосами против четырёх приняло решение провозгласить независимость в течение двух дней. Существенное влияние на это решение оказало мнение руководства Хаганы о том, что новое государство сможет противостоять ожидаемому вторжению армий арабских государств.

## Провозглашение независимости
14 мая 1948 года Давид Бен-Гурион провозгласил создание независимого еврейского государства.
Провозглашение было сделано в пятницу 14 мая 1948 года, в 16:00, за восемь часов до окончания британского мандата на Палестину, в здании, в котором располагался Тель-Авивский музей изобразительных искусств (бывшем доме Меира Дизенгофа) на бульваре Ротшильда в Тель-Авиве. Время было выбрано так, чтобы церемония могла закончиться до наступления Шаббата, а выбор места определялся желанием избежать религиозной или партийной подоплёки и предпочтением менее заметного и помпезного здания, из опасений перед возможной бомбёжкой.
Приглашения на церемонию провозглашения независимости были разосланы с посыльными утром 14 мая с просьбой хранить событие в секрете.
Окончательный текст Декларации независимости был утверждён за час до начала церемонии, спешно отпечатан и в 15:59 доставлен на попутной машине. По дороге машина была остановлена полицией за превышение скорости, и не имевший прав водитель сумел избежать штрафа, заявив полицейскому, что тот задерживает провозглашение нового государства.
После зачтения Декларации независимости она была подписана 25 членами Народного совета, при этом было оставлено место для подписей ещё двенадцати членов совета, запертых в осаждённом Иерусалиме. Церемония транслировалась радиостанцией «Коль Исраэль».

## Текст декларации
В течение пяти дней, с 9 мая 1948 года, членами Народного правления было рассмотрено несколько редакций Декларации Независимости. Окончательная редакция была принята на заседании Народного Совета в 15:00 14 мая 1948 года, за час до провозглашения независимости. Предметами обсуждения были: включение в декларацию вопроса границ (первоначальное упоминание границ, определенных ООН, было удалено, предлагаемая ревизионистами формулировка «в исторических границах» была отвергнута); название государства (предлагались также Эрец-Исраэль (Земля Израиля), Сион, Иудея и др., название «Государство Израиль» выбрано лично Бен-Гурионом), упоминание Бога в заключительной части (было решено воспользоваться допускающей внерелигиозную трактовку формулировкой «Твердыня Израиля»); добавление к гарантированным свободам свободы выбора языка.
Декларация о создании государства в 1948 году призывала к созыву избранного Учредительного Собрания, которое должно было принять конституцию. В январе 1949 года было избрано Учредительное собрание, вскоре получившее название Кнессет 1-го созыва. Кнессет 1-го созыва постановил, что будут приняты основные законы, которые впоследствии составят формальную конституцию.

## Последствия
Уже на следующий день войска сразу пяти из членов Лиги арабских государств (Сирия, Египет, Ливан, Ирак и Трансиордания) начали боевые действия против Израиля, с целью не допустить раздела Палестины и существования независимого еврейского государства.
Для палестинцев эти события стали Днём «Накба» (Катастрофа), отмечаемым 15 мая.
Первым государством, признавшим Израиль де-факто, были США. Трумэн объявил об этом в 18:11 минут 14 мая — через 11 минут после того, как Бен-Гурион огласил Декларацию независимости. Первым государством, признавшим независимость Израиля де-юре, в полном объёме, стал Советский Союз — через три дня после провозглашения независимости, 17 мая.
День провозглашения Декларации независимости является в Израиле праздничным днём. День независимости Израиля, как и другие праздники, отмечается не по григорианскому, а по еврейскому календарю — 5 ияра.

## Правовой статус Декларации
Декларация независимости состоит из трёх частей. Юридическая сила второй части, которая начинается со слов «мы провозглашаем создание Еврейского Государства в Эрец-Исраэль — Государства Израиль» и заканчивается словами «Государства, которое будет названо Израиль», является консенсусной. Это оперативная часть Декларации, где провозглашается создание государства, устанавливается его имя и определяется состав его основных органов власти. Вторая часть Декларации является первым источником права государства.
В одном из первых решений Верховного суда, заседавшего в качестве Высшего суда справедливости в деле «Зив против Губерник», судья Моше Змора постановил: «Декларация выражает видение народа и его кредо, но в ней не содержится какого-либо подобия конституционного закона, то есть чёткого руководства к действию по реализации различных законов и постановлений или их отмене».
Первая часть Декларации, заканчивающаяся словами «на основании решения Генеральной Ассамблеи ООН», представляет собой историко-идеологическое введение, которое отражает историю еврейского народа и его «естественное право … быть хозяином своей судьбы в своём суверенном государстве». Третья часть Декларации, начинающаяся со слов «Государство Израиль будет открыто для еврейской репатриации», провозглашает основополагающие принципы построения государства и его политики, включая принципы «свободы, справедливости и мира», а также его отношение к правам человека. При толковании законов суд опирается не только на вторую, но и на первую и третью часть Декларации.
Правовой статус Декларации был уточнен судьёй Цви Берензоном, который в 1971 году вынес решение по делу «Рогозинский и др. против Государства Израиль». Согласно этому решению: «Каждый закон, по возможности, должен истолковываться в свете Декларации независимости и в соответствии с её руководящими принципами». Вместе с тем судья Берензон постановил в этом деле, что если закон Кнессета содержит явное распоряжение, не имеющее различных толкований, следует действовать в соответствии с этим распоряжением, даже если оно противоречит Декларации независимости.
Прецедентные решения Верховного суда, основанные на принципах Декларации независимости Израиля, стали основой защиты прав человека ещё до того, как эти права были закреплены в основных законах. Д-р Зеэв Сегаль, автор книги «Израильская демократия», считает, что Декларация позволяет в определённых случаях толковать законы в соответствии с заложенными в ней принципами, несмотря на то, что Декларация не является ни конституцией, ни законом. В качестве примера Зеэв Сегаль приводит решение суда по делу «Коль ха-Ам», в котором свобода слова была объявлена одной из высших ценностей израильского права. Далее он отмечает, что решение по делу «Коль ха-Ам» не только является важным судебным прецедентом защиты свободы слова, но оно также служит основой для целого ряда судебных решений, опирающихся на первую и третью части Декларации.
После принятия «Основного закона о достоинстве и свободе человека» в 1992 году и «Основного закона о свободе деятельности» в 1994 году отдельные принципы, заложенные в Декларации независимости, стали частью законодательства, однако не все права человека закреплены в законах, и они по-прежнему опираются на прецедентные решения Верховного суда.
Несмотря на то, что юридическая сила принципов и ценностей Декларации независимости нашла широкое отражение в законодательстве и судебных прецедентах, полемика о правовом статусе Декларации продолжается. В 2005—2006 годах Кнессету в очередной раз были представлены проекты конституции Израиля. Эти проекты, среди прочего, отличались тем, какую роль они отводили Декларации независимости: если в проекте Института сионистской стратегии Декларация независимости являлась неотъемлемой частью конституции, то в проекте Израильского института демократии текст Декларации приводился как введение, не имеющее обязательную силу.